# Rio Conchos
Rio Conchos je američki western film iz 1964.

## Radnja
Divlji zapad 1867. godine. Nakon što je u pljački vlaka ukradeno tisuću pušaka, pukovnik Wagner (W. Anderson) dozna da je oružje prodano Indijancima iz plemena Apaša, te zaključi da bi to moglo ugroziti sigurnost njegovih ljudi i okolnog bjelačkog stanovništva. Kad satnik Haven (S. Whitman) ubrzo uhiti Jamesa "Jima" Lassitera (R. Boone), bivšeg južnjačkog časnika, kod uhićenika bude pronađena jedna od ukradenih pušaka. Lassiter je njome hladnokrvno pobio skupinu Indijanaca koji su se okupili na pogrebu svog suplemenika, te Wagneru prizna da je oružje dobio od pukovnika Therona Pardeeja (E. O´Brien). Pardee je također nekadašnji južnjački časnik i Lassiterov kolega koji ne želi priznati poraz u ratu, već s Apašima na granici Teksasa uz rijeku Rio Conchos priprema nove akcije protiv Sjevernjaka. Da bi to spriječio i zaustavio Pardeeja, satnik Haven organizira potragu za njim...

## Uloge
- Stuart Whitman - Satnik Haven, vojni časnik koji fanatično želi povratiti otete puške jer su otete konvoju pod njegovim zapovjedništvom.
- Richard Boone - James 'Jim' Lassiter, bivši bojnik vojske Konfederacije, fanatično mrzi Indijance jer su mu ubili ženu i djecu. U građanskom ratu je služio pod Pardeejevim zapovjedništvom.
- Tony Franciosa - Juan Luis Rodriguez tj. Juan Luis Martinez, meksički razbojnik kojega Lassiter izvuče iz zatvora.
- Jim Brown - Narednik Franklyn - crni dočasnik koji se priključuje Heavenovoj misiji.
- Wende Wagner - Sally, Indijanka.
- Warner Anderson - Pukovnik Wagner, zapovjednik pogranične utvrde.
- Rodolfo Acosta - Krvava košulja, vođa indijanske bande.
- Edmond O'Brien - Pukovnik Theron "Siva lisica" Pardee, bivši časnik vojske Konfederacije, po završetku rata se povukao sa svojim ljudima u Meksiko i sklopio savez s meksičkim razbojnicima i Indijancima kako bi nastavio rat protiv Sjevernjaka.
- House Peters, Jr. - Bojnik Johnson, Pardeejev zamjenik.